# Nassarre
Nassarre, amb el subtítol Nassarre. Revista aragonesa de musicología, és una revista científica aragonesa de musicologia creada el 1985.
De periodicitat semestral, fins al 2002, i posteriorment, anual, dona cabuda a tota mena de temes relacionats amb la musicologia, de caràcter històric, analític o sociològic, entre d'altres. S'ocupa preferentment, però no exclusivament, de temes aragonesos. Durant els primers deu anys va ser dirigida per Pedro Calahorra Martínez, que pot considerar-se com un dels seus fundadors. A partir de 1995 la direcció passà a mans d'Álvaro Zaldívar, recolzats tots dos en un important Consell Assessor on figuren molts dels principals musicòlegs i experts en art i cultura del nostre país. El nom de Nassarre li fou atorgat per la Secció de Música Antiga de la Institución Fernando el Católico per tal d'homenatjar al teòric i compositor saragossà Fra Pablo Nassarre (1664-1730).